# Ptaki (gromada)
Ptaki – dawna gromada, czyli najmniejsza jednostka podziału terytorialnego Polskiej Rzeczypospolitej Ludowej w latach 1954–1972.
Gromady, z gromadzkimi radami narodowymi (GRN) jako organami władzy najniższego stopnia na wsi, funkcjonowały od reformy reorganizującej administrację wiejską przeprowadzonej jesienią 1954 do momentu ich zniesienia z dniem 1 stycznia 1973, tym samym wypierając organizację gminną w latach 1954–1972.
Gromadę Ptaki z siedzibą GRN w Ptakach utworzono – jako jedną z 8759 gromad – w powiecie kolneńskim w woj. białostockim, na mocy uchwały nr 17/V WRN w Białymstoku z dnia 4 października 1954. W skład jednostki weszły obszary dotychczasowych gromad Ptaki, Samule, Pupki, Charubiny, Dudy Nadrzeczne i Waszki ze zniesionej gminy Czerwone oraz obszary dotychczasowych gromad Trzcińskie i Adamusy ze zniesionej gminy Turośl w tymże powiecie. Dla gromady ustalono 13 członków gromadzkiej rady narodowej.
31 grudnia 1959 gromadę Ptaki zniesiono, włączając jej obszar do gromad Turośl (wsie Adamusy i Trzcińskie, kolonię Podgórne oraz obszar lasów państwowych N-ctwa Kolno obejmujący oddział 166) i Zabiele (wsie Ptaki, Waszki, Samule, Dudy Nadrzeczne, Pupki i Charubiny oraz obszar lasów państwowych N-ctwa Kolno obejmujący oddziały 148—165).